# Mikko Kurvinen
Mikko Kurvinen (* 11. März 1979 in Anjalankoski) ist ein ehemaliger finnischer Eishockeyspieler, der über viele Jahre beim HIFK Helsinki in der Liiga aktiv war und mit diesem 2011 Finnischer Meister wurde.

## Karriere
Mikko Kurvinen begann seine Karriere als Eishockeyspieler in der Nachwuchsabteilung von AaKoo, für dessen Seniorenmannschaft er von 1995 bis 1999 in der drittklassigen Suomi-sarja aktiv war. Anschließend wechselte der Verteidiger zu HIFK Helsinki, für dessen Profimannschaft er sieben Jahre lang in der SM-liiga, der höchsten finnischen Spielklasse, auf dem Eis stand. Zur Saison 2006/07 schloss er sich dem Mora IK aus der schwedischen Elitserien an. Mit seiner Mannschaft stieg er in der folgenden Spielzeit in die HockeyAllsvenskan ab, wechselte selbst jedoch für die Saison 2008/09 innerhalb der Elitserien zu MODO Hockey.
Im Sommer 2009 kehrte Kurvinen zu HIFK Helsinki in die SM-liiga zurück. Mit dem Hauptstadtklub gewann er in der Saison 2010/11 den finnischen Meistertitel.
Im Herbst 2013 beendete er seine Karriere.

## Erfolge und Auszeichnungen
- 2011 Finnischer Meister mit HIFK Helsinki

## Statistik
(Stand: Ende der Saison 2013/14)